# Castelnuovo di Farfa
Castelnuovo di Farfa és un comune (municipi) de la província de Rieti, a la regió italiana del Laci, situat a uns 40 km al nord-est de Roma i a uns 20 km al sud-oest de Rieti. A 1 de gener de 2019 la seva població era de 1.031 habitants.